# Parauapebas
Parauapebas est une municipalité brésilienne située dans l'État du Pará.

## Géographie
La forêt nationale de Tapirapé-Aquiri s'étend sur le territoire de la municipalité.